# Cinkov sulfat
Cinkov sulfat, znan tudi kot beli vitriol ali bela galica je brezbarvna kristalinična vodotopna kemijska spojina s formulo ZnSO4. Brezvodna spojina veže vodo in preide v heptahidrat ZnSO4•7H2O. Naravni heptahidrat je mineral goslarit. 
Cinkov sulfat se pripravlja z raztapljenjem cinka v žveplovi kislini ali v raztopini bakrovega(II) sulfata:
Zn +  H2SO4 → ZnSO4 + H2
Zn +  CuSO4 → ZnSO4 + Cu
Uporablja se kot izvor cinka v prehrani živali in škropivih v poljedelstvu. Heptahidrat se uporablja za proizvodnjo pigmenta litopona (zmes cinkovega sulfida in barijevega sulfata), kot koagulant v proizvodnji regeneriranih celuloznih vlaken, za elektrolit pri galvanskem cinkanju kovin, za jedkanje v tekstilnem tisku, kot konzervans za kože in usnje in v medicini kot astringent in emetik.  
Druga naravna oblika heptahidrata je cinkmelanterit (Zn,Cu,Fe)SO4•7H2O. 
Nižji hidrati cinkovega sulfata biankit (Zn,Fe)SO4•6H2O, boyleit  (Zn,Mg)SO4•4H2O in gunningit (Zn,Mn)SO4•H2O so v naravi redki.
Vodno raztopino cinkovega sulfata razglašajo za učinkovito sredstvo za zatiranje mahu na strehah. Za odstranjevanje mahu na tratah raztopina ni primerna, ker učinkovito uničuje tudi travo.